# George Piggins
Pas d'image ? Cliquez ici

a Compétitions nationales et continentales officielles uniquement.

b Matchs officiels uniquement.
George Piggins, né le 14 octobre 1944, est un joueur et entraîneur australien de rugby à XIII.
Au haut niveau, il effectue sa carrière en tant que joueur au sein des South Sydney Rabbitohs disputant le Championnat de Nouvelle-Galles du Sud. Ce club domine ce championnat au début des années 1970 permettant à G. Piggins de le remporter à quatre reprises en 1967, 1968, 1970 et 1971. Fort de ces succès, il est sélectionné en équipe d'Australie et conquiert la Coupe du monde en 1975.
Après sa carrière de joueur, il devient entraîneur et prend en main le club des South Sydney Rabbitohs de 1986 à 1990. Il ne parvient pas à qualifier le club en finale du Championnat mais connaît la réussite d'une saison régulière du Championnat de Nouvelle-Galles du Sud en 1989. A titre personnel, il est à deux reprises en 1986 et 1989 meilleur entraîneur du Championnat de Nouvelle-Galles du Sud.

## Palmarès

### En tant que joueur
- Collectif :
  - Vainqueur de la Coupe du monde : 1975 (Australie).
  - Vainqueur du Championnat de Nouvelle-Galles du Sud : 1967, 1968, 1970 et 1971 (South Sydney).
  - Vainqueur de la saison régulière du Championnat de Nouvelle-Galles du Sud : 1967, 1968, 1969 et 1970 (South Sydney).
  - Finaliste du Championnat de Nouvelle-Galles du Sud : 1969 (South Sydney).

### En tant qu'entraîneur
- Collectif :
  - Vainqueur de la saison régulière du Championnat de Nouvelle-Galles du Sud : 1989 (South Sydney).

- Individuel :
  - Nommé meilleur entraîneur du Championnat de Nouvelle-Galles du Sud : 1986 et 1989 (South Sydney).